# Campanula phrygia
Campanula phrygia là loài thực vật có hoa trong họ Hoa chuông. Loài này được Jaub. & Spach mô tả khoa học đầu tiên năm 1848.